# Ерскін Боулз
Ерскін Бойс Боулз (англ. Erskine Boyce Bowles; нар. 8 серпня 1945, Грінсборо, Північна Кароліна) — американський бізнесмен і політик-демократ. Він був головою Адміністрації Президента США Білла Клінтона з 1997 по 1998 і ректором Університету Північної Кароліни з 2005 по 2010.

## Біографія
Боулз здобув ступінь бакалавра в Університеті Північної Кароліни, Чапел-Гілл. Потім він служив у береговій охороні США і здобув ступінь магістра ділового адміністрування у Колумбійській бізнес-школі. Потім він працював у фінансовому домі Morgan Stanley у Нью-Йорку. Він одружився у 1971 році, має трьох дітей. Ерскін Боулз у 1972 році брав участь у невдалій виборчій кампанії свого батька Шкіпера Боулза на посаду губернатора Північної Кароліни. У 1975 році Боулз став одним із засновників інвестиційної фірми Bowles Hollowell Conner.
Він брав участь у президентській кампанії Білла Клінтона під час виборчої гонки у 1992 році. Боулз був заступником голови Адміністрації Президента США з 1994 по 1995 роки. Деякий час він знову працював у фінансовій галузі.
Боулз двічі намагався членом Сенату США, але обидва рази програв (у 2002 — Елізабет Доул, а у 2004 — Річарду Берру.